# 溫泉 (加利福尼亞州普盧默斯縣)
溫泉（英語：Hot Springs）是位於美國加利福尼亞州普盧默斯縣的一個非建制地區。該地的面積和人口皆未知。

## 地理
溫泉的座標為40°01′08″N 121°02′02″W / 40.01889°N 121.03389°W，而該地的平均海拔高度為858米（即2815英尺）。